# Felipe Manoel
Felipe Manoel Gonçalves (São Paulo, Brasil, 4 de noviembre de 1989) es un futbolista brasileño. Juega de mediocentro y su equipo actual es el Villarreal B de la Segunda División de España. 

## Trayectoria
En el mercado invernal es adquirido por el Villarreal al Sao Bernardo brasileño; pero se marchó cedido al Sport Arrecife.
Antes de ser contratado por el Villarreal jugaba en la Serie A-3 Paulista y destacó como una de las figuras en la Copa Sao Paulo de júniores.
En el verano fue cedido a la SD Huesca hasta final de la temporada 2008-2009, pero no logró disponer de muchos minutos, por lo que durante la segunda mitad de la temporada jugó cedido en el Levante UD. Tras pasar la primera mitad de la temporada 2009-2010 sin equipo, es inscrito en el mercado invernal con el filial del Villarreal CF en segunda división.

## Clubes
| Club                       | País   | Año         |
| -------------------------- | ------ | ----------- |
| São Bernardo Futebol Clube | Brasil | 2004 - 2007 |
| Sport Recife               | Brasil | 2008        |
| SD Huesca                  | España | 2008        |
| Levante UD                 | España | 2009        |
| Villarreal B               | España | 2010        |
| Caxias                     | Brasil | 2011        |
| Santa Cruz - RS            | Brasil | 2012 -      |